# Lieutadès
Lieutadès est une commune française située dans le département du Cantal, en région Auvergne-Rhône-Alpes.

## Géographie

### Localisation
Commune située dans le Massif central sur les premières pentes nord de l'Aubrac. Altitude du bourg : 930 m ; altitude maximum de la commune : 1136 m à Monpic. Le sous-sol est surtout granitique, avec deux collines basaltiques : la Garde - la Borie à l'est ; Espeyrac - la Vaissière - la Sauvetat à l'ouest.
Elle se situe en limite sud-est du département du Cantal, à 25 km au sud-ouest de l'agglomération de Saint-Flour. L'habitat est dispersé en une trentaine de hameaux répartis globalement de manière homogène sur la commune. Les pentes souvent fortes sont généralement boisées, et les parties plus planes sont utilisées pour l'agriculture avec prédominance des prairies.
La commune est riveraine de la Truyère, dont deux affluents l'arrosent : le Lebot et le Lévandès.

### Communes limitrophes
Les communes limitrophes sont Cantoin, Espinasse, Jabrun, Sainte-Marie et Argences en Aubrac.
|                   | Sainte-Marie                         | Espinasse |
| Cantoin (Aveyron) | Lieutadès                            | Jabrun    |
|                   | Argences en Aubrac (Lacalm, Aveyron) |           |

### Climat
Pour des articles plus généraux, voir Climat d'Auvergne-Rhône-Alpes et Climat du Cantal.
En 2010, le climat de la commune est de type climat de montagne, selon une étude du CNRS s'appuyant sur une série de données couvrant la période 1971-2000. En 2020, Météo-France publie une typologie des climats de la France métropolitaine dans laquelle la commune est exposée à un climat de montagne ou de marges de montagne et est dans la région climatique  Sud-est du Massif Central, caractérisée par une pluviométrie annuelle de 1 000 à 1 500 mm, minimale en été, maximale en automne. 
Pour la période 1971-2000, la température annuelle moyenne est de 8,7 °C, avec une amplitude thermique annuelle de 15,7 °C. Le cumul annuel moyen de précipitations est de 1 244 mm, avec 11,8 jours de précipitations en janvier et 7,6 jours en juillet. Pour la période 1991-2020, la température moyenne annuelle observée sur la station météorologique de Météo-France la plus proche, sur la commune de Deux-Verges à 11 km à vol d'oiseau, est de 7,9 °C et le cumul annuel moyen de précipitations est de 1 029,0 mm,. Pour l'avenir, les paramètres climatiques de la commune estimés pour 2050 selon différents scénarios d'émission de gaz à effet de serre sont consultables sur un site dédié publié par Météo-France en novembre 2022.

## Urbanisme

### Typologie
Au 1er janvier 2024, Lieutadès est catégorisée commune rurale à habitat très dispersé, selon la nouvelle grille communale de densité à 7 niveaux définie par l'Insee en 2022.
Elle est située hors unité urbaine et hors attraction des villes,.
La commune, bordée par un plan d’eau intérieur d’une superficie supérieure à 1 000 hectares, le lac du Barrage de Sarrans, est également une commune littorale au sens de la loi du 3 janvier 1986, dite loi littoral. Des dispositions spécifiques d’urbanisme s’y appliquent dès lors afin de préserver les espaces naturels, les sites, les paysages et l’équilibre écologique du littoral, tel le principe d'inconstructibilité, en dehors des espaces urbanisés, sur la bande littorale des 100 mètres, ou plus si le plan local d’urbanisme le prévoit.

### Occupation des sols

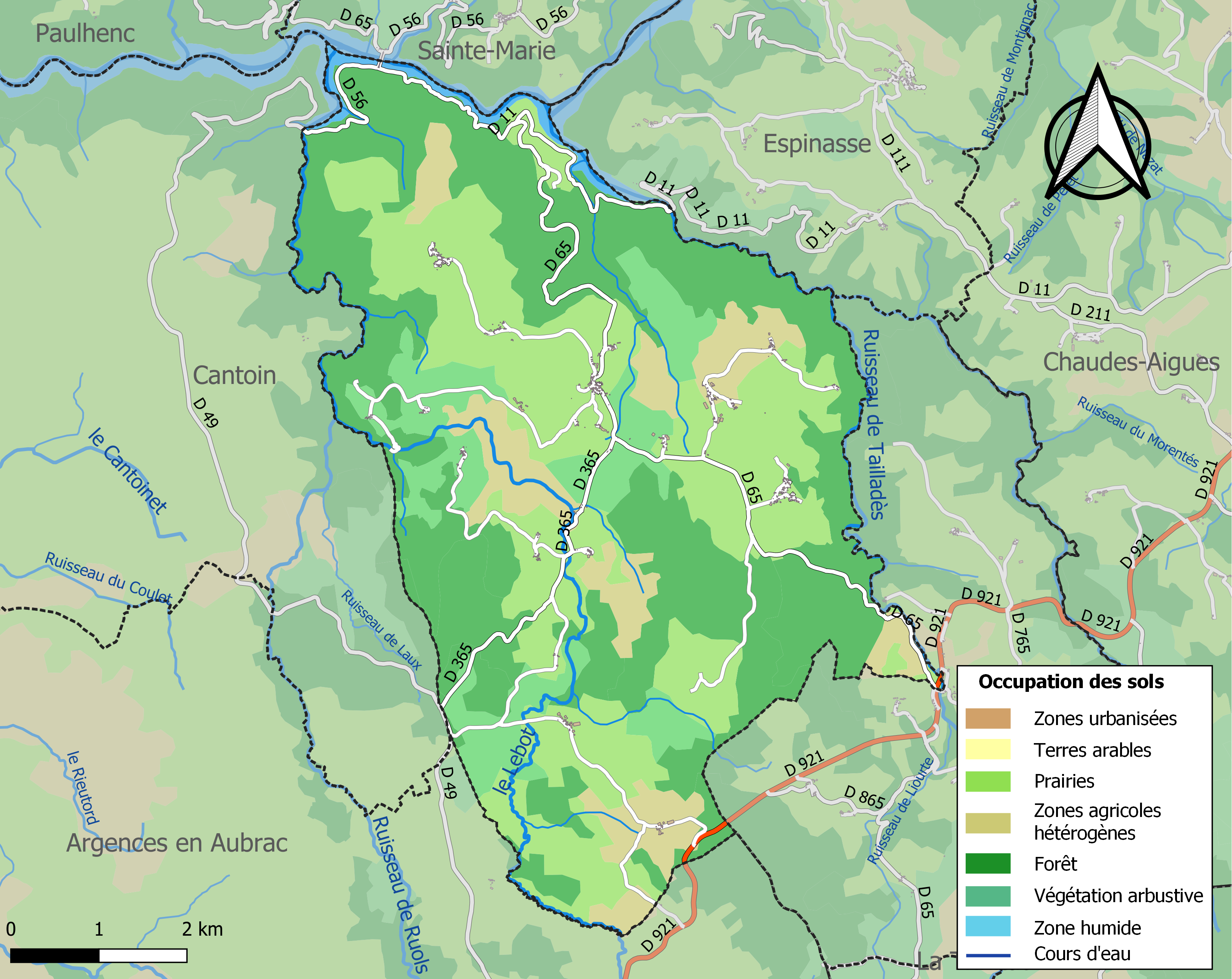
Carte des infrastructures et de l'occupation des sols de la commune en 2018 (CLC).

L'occupation des sols de la commune, telle qu'elle ressort de la base de données européenne d’occupation biophysique des sols Corine Land Cover (CLC), est marquée par l'importance des forêts et milieux semi-naturels (54,3 % en 2018), en diminution par rapport à 1990 (59,7 %). La répartition détaillée en 2018 est la suivante : 
forêts (43,1 %), prairies (33,6 %), milieux à végétation arbustive et/ou herbacée (11,3 %), zones agricoles hétérogènes (10,7 %), eaux continentales (1,3 %). L'évolution de l’occupation des sols de la commune et de ses infrastructures peut être observée sur les différentes représentations cartographiques du territoire : la carte de Cassini (XVIIIe siècle), la carte d'état-major (1820-1866) et les cartes ou photos aériennes de l'IGN pour la période actuelle (1950 à aujourd'hui).

### Habitat et logement
En 2018, le nombre total de logements dans la commune était de 208, alors qu'il était de 212 en 2013 et de 214 en 2008.
Parmi ces logements, 36,7 % étaient des résidences principales, 49,9 % des résidences secondaires et 13,4 % des logements vacants. Ces logements étaient pour 96,8 % d'entre eux des maisons individuelles et pour 3,2 % des appartements.
Le tableau ci-dessous présente la typologie des logements à Lieutadès en 2018 en comparaison avec celle du Cantal et de la France entière. Une caractéristique marquante du parc de logements est ainsi une proportion de résidences secondaires et logements occasionnels (49,9 %) supérieure à celle du département (20,4 %) et à celle de la France entière (9,7 %). Concernant le statut d'occupation de ces logements, 90,7 % des habitants de la commune sont propriétaires de leur logement (89,2 % en 2013), contre 70,4 % pour le Cantal et 57,5 pour la France entière.
| Typologie                                               | Lieutadès | Cantal | France entière |
| ------------------------------------------------------- | --------- | ------ | -------------- |
| Résidences principales (en %)                           | 36,7      | 67,7   | 82,1           |
| Résidences secondaires et logements occasionnels (en %) | 49,9      | 20,4   | 9,7            |
| Logements vacants (en %)                                | 13,4      | 11,9   | 8,2            |

## Toponymie
Le nom de la commune vient directement du nom du village en langue occitane : Liutadès.
Les habitants de Lieutadès ont une particularité anthroponymique, ils sont appelés les Capujadous. Ils tiennent ce surnom d'un verbe occitan qui signifie « tailler » (des bouts de bois). Jadis, pendant les longues soirées d'hiver, ils taillaient à l'aide de leur « capujadou », le couteau ancêtre du laguiole, les innombrables chevilles qui fixaient les lauzes sur les toits. Ils ont tant taillé de ces chevilles que le surnom leur est resté.

## Histoire
Selon J. Lacroix (Les noms d'origine gauloise), le nom du village rappellerait la tribu gauloise des Eleutètes qui n'est citée que par César comme cliente des Arvernes, mais rien ne le confirme et cet auteur ne s'appuie que sur la ressemblance : Eleuteti ⇒ Lieutadès.
Avant la Révolution, deux seigneuries se partageaient la paroisse :
à l'est, la "commanderie" de la Garde-Roussilhon, en réalité un membre de la commanderie de Montchamp près de Saint-Flour, ancien domaine templier passé aux mains de l'ordre de Saint-Jean de Jérusalem ;
à l'ouest, la seigneurie de Sévérac-Bédène (famille de Montvallat), dont les vestiges du château se voient dans la commune voisine de Cantoin (Aveyron).
A la Garde-Roussilhon (on dit aujourd'hui : la Garde), les religieux faisaient administrer leur domaine par des notaires issus d'une famille d'Auliac, hameau de la paroisse voisine de Jabrun, les Albaret. Au XVIIIe siècle, l'ordre de Saint Jean s'étant sans doute éloigné, l'un d'eux prit le titre de seigneur de la Garde-Roussilhon ; à la suite du mariage d'une de ses petites-filles, le dernier seigneur de Lieutadès fut un Roquefeuil.
Comme la plupart des communes de montagne du Cantal, Lieutadès a connu une très forte émigration, vers le Midi et l'Espagne (scieurs de long, tailleurs de pierre, marchands de bestiaux...), puis vers Paris (charbonniers, frotteurs de parquet, porteurs d'eau...). Lieutadès a eu 1300 habitants vers 1830. Certains de ces "gagne-deniers" ont connu de belles réussites dans l'hôtellerie, dans "la limonade" (les cafés parisiens).
C'est l'un de ces émigrés, un Biron du hameau de l'Hermet, qui a donné son nom au célèbre "Marché Biron", haut-lieu de l'antiquité de grand luxe à Saint-Ouen.
De nombreux Lozériens sont venus dans les fermes remplacer les émigrés partis vers Paris. Une grande partie de la population de Lieutadès, comme celle des communes voisines, est d'origine lozérienne.

## Politique et administration
| Période                                  | Période  | Identité      | Étiquette | Qualité  |
| ---------------------------------------- | -------- | ------------- | --------- | -------- |
| Les données manquantes sont à compléter. |          |               |           |          |
| mars 2001                                | En cours | Robert Boudon | LR        | Retraité |

## Population et société

### Démographie
L'évolution du nombre d'habitants est connue à travers les recensements de la population effectués dans la commune depuis 1793. Pour les communes de moins de 10 000 habitants, une enquête de recensement portant sur toute la population est réalisée tous les cinq ans, les populations de référence des années intermédiaires étant quant à elles estimées par interpolation ou extrapolation. Pour la commune, le premier recensement exhaustif entrant dans le cadre du nouveau dispositif a été réalisé en 2004.

En 2022, la commune comptait 171 habitants, en évolution de +3,64 % par rapport à 2016 (Cantal : −1,08 %, France hors Mayotte : +2,11 %).
| 1793  | 1800  | 1806  | 1821  | 1831  | 1836  | 1841  | 1846  | 1851 |
| ----- | ----- | ----- | ----- | ----- | ----- | ----- | ----- | ---- |
| 1 190 | 1 147 | 1 089 | 1 304 | 1 315 | 1 330 | 1 098 | 1 506 | 932  |

| 1856 | 1861 | 1866 | 1872 | 1876 | 1881 | 1886 | 1891 | 1896 |
| ---- | ---- | ---- | ---- | ---- | ---- | ---- | ---- | ---- |
| 908  | 816  | 812  | 896  | 825  | 810  | 938  | 804  | 817  |

| 1901 | 1906 | 1911 | 1921 | 1926 | 1931 | 1936 | 1946 | 1954 |
| ---- | ---- | ---- | ---- | ---- | ---- | ---- | ---- | ---- |
| 749  | 757  | 703  | 634  | 624  | 629  | 582  | 533  | 484  |

| 1962 | 1968 | 1975 | 1982 | 1990 | 1999 | 2004 | 2006 | 2009 |
| ---- | ---- | ---- | ---- | ---- | ---- | ---- | ---- | ---- |
| 406  | 363  | 288  | 287  | 252  | 225  | 225  | 220  | 209  |

| 2014 | 2019 | 2022 | - | - | - | - | - | - |
| ---- | ---- | ---- | - | - | - | - | - | - |
| 167  | 156  | 171  | - | - | - | - | - | - |

### Manifestations et festivités
- Exposition plantes sauvages de l'Aubrac (8 jours en juin) par le club des aînés ruraux "les Capujadous".
- Soirée aligot (2e vendredi d'août), fête du battage et de la moisson (2e dimanche d'août) organisées par le Comité des fêtes.
- Association communale de chasse agréée (ACCA).
- Association des anciens combattants.

## Économie
L'activité principale est l'élevage de bovins, pour la boucherie. L'artisanat comprend une scierie qui utilise le bois du pays, abondant, et un atelier de menuiserie renommé. Chambres et table d'hôtes au village d'Esclausets.

## Culture locale et patrimoine

### Lieux et monuments
- Église Saint-Martin de Lieutadès type romane gothique, avec un clocher à peigne, récemment soigneusement restaurée.
- Lagarde: Ancienne maison du Temple de La Garde à l'époque des templiers[18]. Il reste de l'ancienne « commanderie » de La Garde-Roussillon (période hospitalière)[19] une chapelle au village de Lagarde, et les vestiges d'une tour carrée. Dans l'ancien cimetière, près de la salle des fêtes du bourg, il reste une petite chapelle du XIXe siècle ; il est possible qu'elle ait été destinée à une confrérie de la Bonne Mort, puis qu'elle ait été utilisée comme tombeau par les Biron du hameau de l'Hermet, qui avaient émigré à Paris et à Saint-Ouen.
- Plusieurs fours à pain de village, et des fontaines, ont été récemment restaurés (le Laussier, Lauzardie, Succaud, la Garde, la Sauvetat, Cabrillade, les Mons, etc.).
- Sur la Truyère, le vieux pont de Tréboul a été noyé en 1934 par les eaux du lac de Sarrans. Il existe toujours, solide comme au premier jour, à 40 mètres sous le pont suspendu qui l'a remplacé. C'était un des rares ouvrages capables de résister aux furieuses crues de la Truyère, et donc un lieu de passage très fréquenté.
- A 4 km au sud du bourg, près de la route de Lacalm, la belle petite tourbière de la Vergne des Mazes a été équipée d'un sentier de découverte.
- A 1,5 km du bourg, le château de Laborie a dû être construit vers le XVIe siècle. Il a été la propriété d'une famille de Raynal, et d'une famille de Chaudes-Aigues.
- Le dolmen des Mazes est en réalité un rocher brisé par le gel, qui supporte une énorme pierre que certains prennent pour une table de dolmen.
- Point de vue du Roc Bousquet avec vue sur la vallée de la Truyère et le Plomb du Cantal
- Le Roc des Pas, ou Roche aux empreintes (des formes plus ou moins géométriques semblent représenter une multitude d'empreintes de pieds humains, bovins, chèvres, chiens... ). Le chemin est balisé à partir du bourg.
- La Mer de Pierres près du village de la Garde.
- Menhirs (la Croix du Soldat, peut-être un menhir christianisé, route des Burguerettes - dans la forêt sectionnale de Gurières).
- Nombreuses randonnées balisées.

### Galerie de photos aériennes

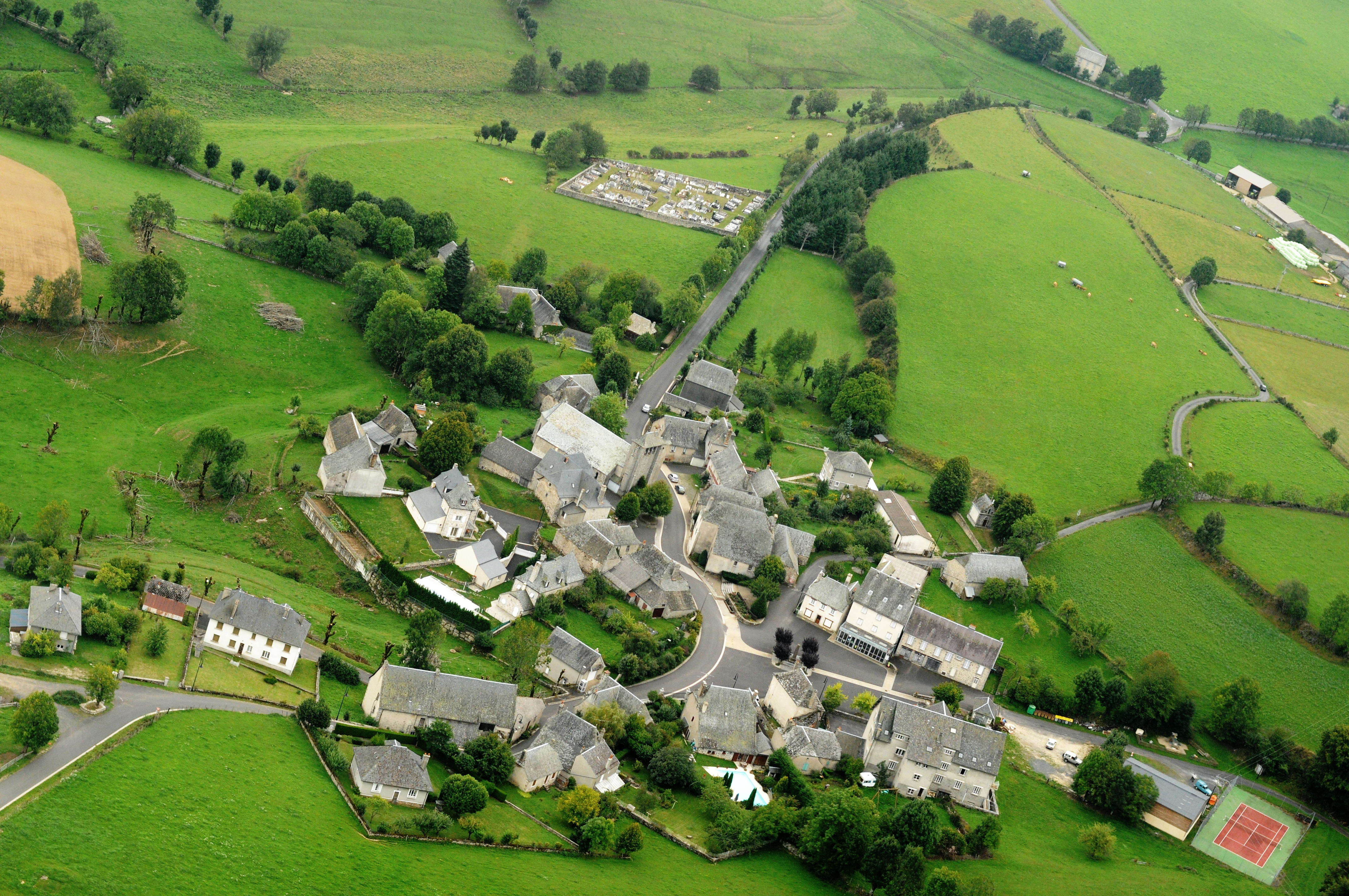
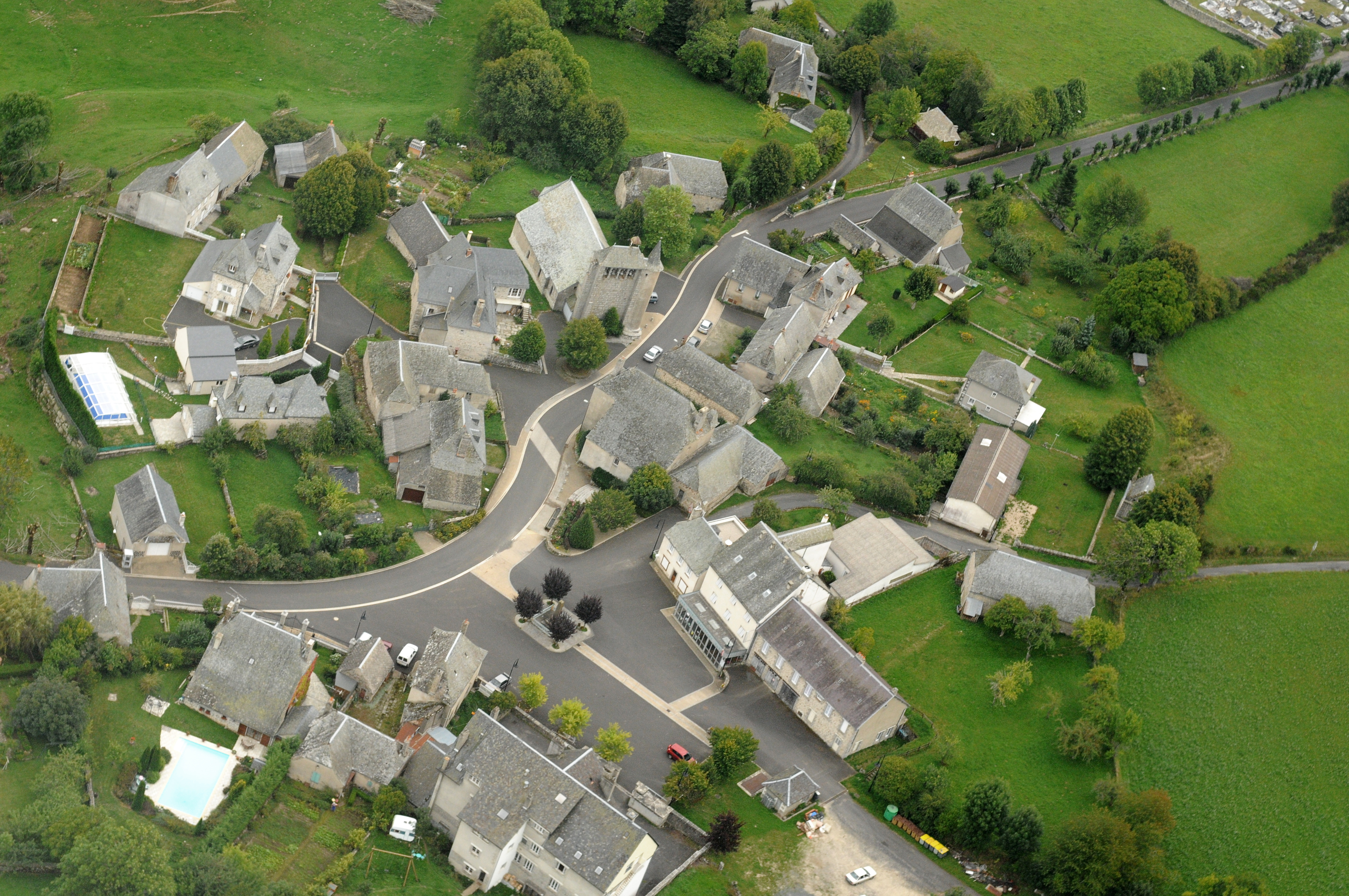
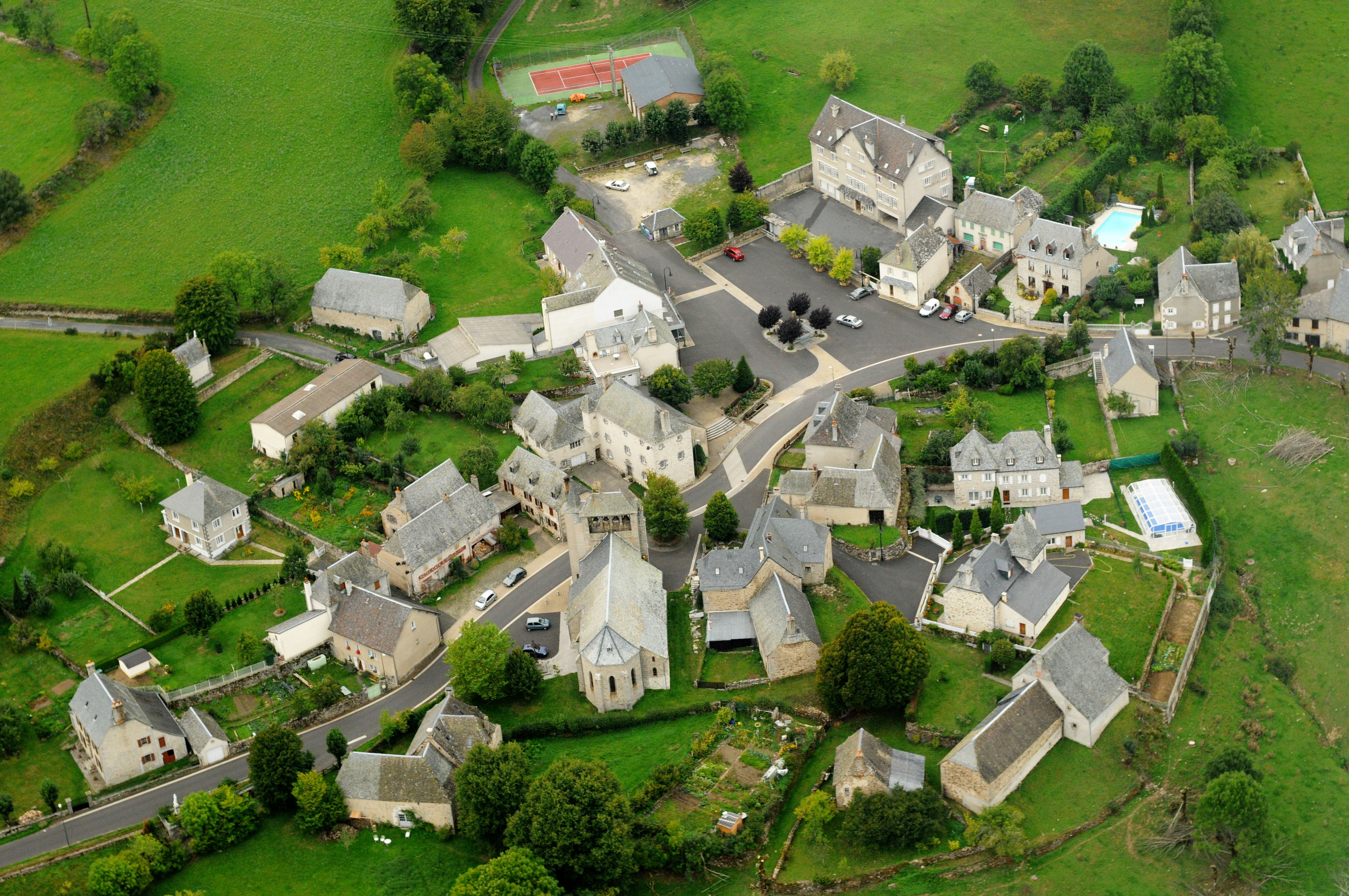